# Ran Hirschl
Ran Hirschl (* 1963 in Israel) ist ein israelischer Verfassungsrechtler und Politikwissenschaftler.
Hirschl studierte Politikwissenschaft an der Universität Tel Aviv und mit einem Fulbright-Stipendium an der Yale University, an der er 1999 promoviert wurde. Er wurde Professor für Politikwissenschaft und Jura an der University of Toronto, wo er seit 2006 einen Canada Research Chair hatte. Von 2016 bis 2021 hielt er eine fünfjährige Humboldt-Professur an der Georg-August-Universität Göttingen. Anschließend hatte er von 2021 bis 2023 an der University of Texas at Austin jeweils eine Professur für Politikwissenschaft und für Rechtswissenschaft inne, ehe er 2023 als Professor an die University of Toronto zurückkehrte. Daneben hielt er sich als Gastwissenschaftler unter anderem auch in Princeton, Stanford, Harvard und der New York University auf.
Er ist ein international renommierter Experte für vergleichendes Verfassungsrecht und untersucht unter anderem den politischen und religiösen Einfluss auf Verfassungsgerichte in verschiedenen Ländern. Für sein 2020 erschienenes Buch City, State: Constitutionalism and the Megacity über die verfassungsrechtliche Rolle von Städten und Probleme durch die Bildung von Mega-Städten wurde er 2021 mit dem Stein-Rokkan-Preis für vergleichende sozialwissenschaftliche Forschung ausgezeichnet.
2014 wurde er Fellow der Royal Society of Canada.

## Schriften (Auswahl)
- Towards Juristocracy: The Origins and Consequences of the New Constitutionalism, Harvard University Press, 2004, 2007
- Constitutional Theocracy, Harvard University Press, 2010
- Comparative Matters: The Renaissance of Comparative Constitutional Law, Oxford University Press, 2014
- City, State: Constitutionalism and the Megacity, Oxford University Press, 2020